# Поляна (Преко)
Поляна (хорв. Poljana) — населений пункт у Хорватії, у Задарській жупанії у складі громади Преко.

## Населення
Населення за даними перепису 2011 року становило 294 осіб.
Динаміка чисельності населення поселення:

## Клімат
Середня річна температура становить 15,20 °C, середня максимальна – 27,13 °C, а середня мінімальна – 3,80 °C. Середня річна кількість опадів – 847 мм.
| Клімат поселення                              | Клімат поселення | Клімат поселення | Клімат поселення | Клімат поселення | Клімат поселення | Клімат поселення | Клімат поселення | Клімат поселення | Клімат поселення | Клімат поселення | Клімат поселення | Клімат поселення | Клімат поселення |
| Показник                                      | Січ.             | Лют.             | Бер.             | Квіт.            | Трав.            | Черв.            | Лип.             | Серп.            | Вер.             | Жовт.            | Лист.            | Груд.            |                  |
| Середній максимум, °C                         | 11,37            | 11,17            | 13,30            | 16,50            | 21,23            | 25,37            | 27,13            | 26,90            | 22,63            | 19,07            | 14,50            | 11,83            |                  |
| Середня температура, °C                       | 7,67             | 7,50             | 9,63             | 12,83            | 17,53            | 21,70            | 24,37            | 24,10            | 19,90            | 16,33            | 11,73            | 9,07             |                  |
| Середній мінімум, °C                          | 4,00             | 3,80             | 5,93             | 9,13             | 13,87            | 18,00            | 21,60            | 21,37            | 17,10            | 13,60            | 9,00             | 6,30             |                  |
| Норма опадів, мм                              | 72               | 60               | 63               | 68               | 64               | 52               | 29               | 49               | 96               | 103              | 100              | 91               |                  |
| Середньомісячна швидкість вітру, м/с          | 2.97             | 3.07             | 3.23             | 3.10             | 2.67             | 2.50             | 2.50             | 2.40             | 2.60             | 2.77             | 3.37             | 3.23             |                  |
| Середньомісячна сонячна радіація, кДж/м²·день | 5010             | 7767             | 11473            | 16373            | 20659            | 23025            | 24686            | 21255            | 15737            | 10034            | 5472             | 4279             |                  |
| --------------------------------------------- | ---------------- | ---------------- | ---------------- | ---------------- | ---------------- | ---------------- | ---------------- | ---------------- | ---------------- | ---------------- | ---------------- | ---------------- | ---------------- |
| Джерело:                                      |                  |                  |                  |                  |                  |                  |                  |                  |                  |                  |                  |                  |                  |